# Matrimonio tra persone dello stesso sesso in Giappone
Il matrimonio tra persone dello stesso sesso in Giappone non è legale a livello nazionale; ma fino al 2018 otto città e quartieri comunali hanno legalizzato le partnership omosessuali, le quali offrono alcuni dei benefici del matrimonio. Inoltre la registrazione familiare tramite Koseki (戸籍) consente alcuni diritti legali parentali.
La maggior parte dei sondaggi condotti a partire dal 2013 ha rilevato che una lieve maggioranza di giapponesi sostiene la legalizzazione del matrimonio o delle partnership tra persone dello stesso sesso.

## Certificati di partenariato

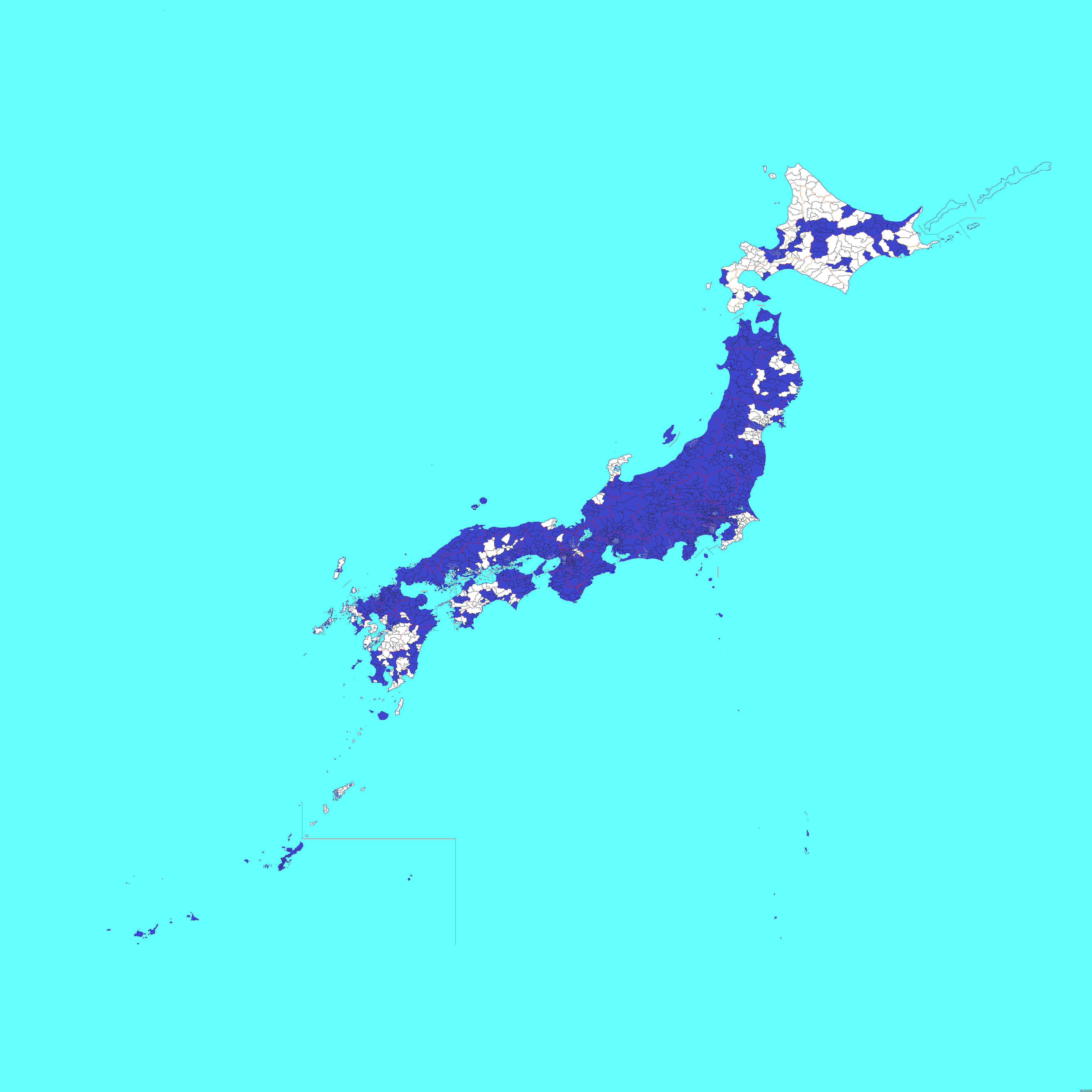
Mappa delle suddivisioni giapponesi che emettono certificati di partenariato per le coppie composte da persone dello stesso sesso.

Il 1º aprile del 2015 il quartiere di Shibuya nel centro di Tokyo ha annunciato che avrebbe offerto alle coppie omosessuali certificati di partenariato speciale che vogliono essere equivalenti al matrimonio. Sebbene queste licenze non siano legalmente riconosciute come certificati matrimoniali, costituiscono uno strumento utile in materia civile, come i diritti di visita ospedaliera. Il dipartimento di Shibuya ha iniziato ad accettare le richieste il 28 di ottobre seguente.
In risposta a questa azione il "Comitato speciale per proteggere i legami familiari" (家族 の 絆 を 守 守 る 委員会 委員会, kazoku no kizuna wo mamoru tokumei iinkai) del Partito Liberal Democratico (Giappone) al governo federale è stato formato nel marzo del 2015 per discutere sulla questione. Un ufficiale del Ministero della Giustizia che è stato invitato a commentare ha dichiarato che l'azione di Shibuya è legale perché il certificato rilasciato non è un certificato di matrimonio e l'attuale codice legale giapponese non proibisce la "partnership" delle coppie dello stesso sesso.
A luglio del 2015 anche il quartiere di Setagaya di Tokyo ha annunciato che si unirà a Shibuya nel riconoscere le coabitazioni tra persone dello stesso sesso a partire dal 5 di novembre di quello stesso anno. Il 30 novembre seguente la "città speciale" di Takarazuka, situata nella prefettura di Hyōgo, ha annunciato che emetterà certificati di partenariato per le coppie dello stesso sesso a partire dal 1º giugno del 2016..
A dicembre del 2015 anche la città di Iga nella prefettura di Mie ha fatto un annuncio simile con certificati a partire dal 1º aprile del 2016. Il 22 febbraio del 2016 Naha, la capitale della prefettura di Okinawa, ha annunciato che inizierà l'emissione di certificati di partenariato per le coppie omosessuali l'8 luglio 2016, rendendola in tal modo la prima "città nucleo" in Giappone a riconoscere le coppie dello stesso sesso.
Nell'aprile del 2016 un gruppo per i diritti LGBT in Giappone ha avviato una campagna per il riconoscimento ufficiale delle coppie dello stesso sesso a Sapporo, la capitale della Prefettura di Hokkaidō. Il movimento ha presentato la petizione al governo municipale nel giugno del 2016. A dicembre i funzionari hanno annunciato che Sapporo pianificherà l'elaborazione di linee guida entro il marzo dell'anno successivo.
A marzo il governo della città ha annunciato che i certificati di partenariato sarebbero stati rilasciati alle coppie a partire dal 1º giugno del 2017. Essi permetterebbero così alle coppie omosessuali di diventare destinatari delle rispettive assicurazioni sulla vita, tra gli altri benefici. Secondo la stima comunale circa 1.500 persone hanno espresso pareri favorevoli al programma, mentre alcuni si sono opposti. Sapporo divenne la prima Città designata per ordinanza governativa a riconoscere le coppie omosessuali.
Il 14 febbraio del 2018 il municipio di Fukuoka ha annunciato la sua intenzione di iniziare a rilasciare certificati di partenariato per coppie dello stesso sesso a partire dal 2 aprile del 2018. Osaka ha seguito l'esempio il 9 luglio seguente.
Le misure per autorizzare i certificati di partenariato sono attualmente allo studio anche a Chiba e a Yokohama.

### Lista
- Shibuya (2015)
- Setagaya (2015)
- Iga (Mie) (2016)
- Takarazuka (città) (2016)
- Naha (2016)
- Sapporo (2017)
- Fukuoka (2018)
- Osaka (2018)

## Statistiche
La prima coppia a ricevere un certificato è stata quella composta da Koyuki Higashi e Hiroko Masuhara a Shibuya; hanno ricevuto le personali congratulazioni dal sindaco Ken Hasebe. Il 5 novembre del 2015, il giorno in cui Setagaya ha iniziato a riconoscere le unioni tra persone dello stesso sesso, 8 coppie si sono recate presso l'ufficio apposito per richiedere i certificati di partenariato.
Entro aprile del 2017 17 coppie dello stesso sesso avevano ricevuto i loro certificati a Shibuya.

## Opinione pubblica
Un sondaggio d'opinione Ipsos del maggio 2013 ha rilevato che su oltre un migliaio di intervistati giapponesi adulti il 24% degli era a favore del matrimonio tra persone dello stesso sesso e un altro 27% sosteneva altre forme di riconoscimento. Una successiva inchiesta dell'aprile 2014 ha rilevato che il 26% degli intervistati era a favore del matrimonio e che il 24% era favorevole ad altre forme di riconoscimento.
A maggio del 2015 il sondaggio Ipsos ha rilevato il 30% degli intervistati a favore del matrimonio e un ulteriore 28% a favore di altre forme di riconoscimento (il che significa che il 58% ha sostenuto il riconoscimento delle coppie omosessuali in una sua qualche forma).
Secondo un'indagine di Nihon Yoron Chōsa-ka, condotta il 1° e il 2 marzo del 2014 il 42,3% dei giapponesi ha sostenuto il matrimonio omosessuale, mentre il 52,4% si è opposto. Un altro condotto da FNN nell'aprile del 2015 ha mostrato che il 59% sostiene la legge sui certificati di partenariato proposta a Shibuya e il 53% sostiene il matrimonio tra persone dello stesso sesso. Questa è stata la prima volta che un sondaggio ha trovato il sostegno della maggioranza per il matrimonio omosessuale. 
Un ulteriore sondaggio condotto a novembre del 2015 ha evidenziato una maggioranza del 51% a sostegno di matrimoni, unione civile o partnership. Il 41% era contrario. Le persone sotto i 20 anni era a stragrande maggioranza a favore del matrimonio tra persone dello stesso sesso (supporto del 72%), mentre le persone di età superiore ai 70 anni si opponevano in modo schiacciante (supporto del 24%).
Un sondaggio del 2017 pubblicato dalla NHK ha mostrato che il 51% dei giapponesi sosteneva il matrimonio omosessuale.